# 394P/PANSTARRS
394P/PANSTARRS è una cometa periodica appartenente alla famiglia delle comete gioviane. La cometa è stata scoperta il 24 marzo 2020 , ma già al momento dell'annuncio ufficiale della scoperta erano state scoperte immagini di prescoperta risalenti al 1 aprile 2002, ossia a due passaggi al perielio prima, questo fatto ha permesso di numerarla in breve tempo. Unica caratteristica di questa cometa è di avere una MOID col pianeta Giove di sole 0,139 U.A..